# Еритроза
Еритроза  — сахарид тетрози з хімічною формулою C4H8O4. Має одну альдегідну групу і, таким чином, є частиною сімейства альдоз. Природним ізомером є D-еритроза, це діастереомер D-треози.

Проєкція Фішера, що зображують два енантіомери еритрози

Еритрозу вперше виділив у 1849 році з ревеню французький фармацевт Луї Фе Жозеф Гаро (1798-1869) і отримав таку назву через її червоний відтінок у присутності лужних металів (ἐρυθρός, «червоний»). Еритрозо-4-фосфат є проміжною ланкою в пентозофосфатному шляху і циклі Кальвіна.
Окислювальні бактерії можна змусити використовувати еритрозу як єдине джерело енергії.